# Taimur bin Feisal
Al-Wasik Billah al-Majid Sheikh Taimur bin Faisal Bin Turki, (Muscat, 1886 - Bombay, 28 januari 1965) ( Arabisch: تيمور بن فيصل بن تركي ) was de sultan van Muscat en Oman van 5 oktober 1913 tot 10 februari 1932. Hij werd geboren in Muscat en volgde zijn vader Faisal bin Turki, sultan van Muscat en Oman op als sultan.

## Biografie
Toen Taimur bin Feisal de heerschappij over het land op zich nam, erfde hij een overheidsschuld en wijdverbreide rebellie onder de stammen. Tussen 1915 en 1920 kreeg de sultan Britse financiële en materiële steun voor zijn strijd tegen de rebellen, maar het leidde niet tot een totale overwinning. Er ontstond een ongemakkelijke situatie waarbij de sultan Muscat de kuststeden (het voormalige Sultanaat van Muscat) controleerde en de imam het binnenland ( Oman zelf). Deze situatie werd officieel erkend in het Verdrag van As Sib van 1920, na bemiddeling door de Britse politieke agent in Muscat. In ruil voor volledige autonomie beloofden de stammen in het binnenland te stoppen met hun aanvallen. Het Verdrag van As Sib was een manier voor Groot-Brittannië om zijn macht te behouden zonder Britse troepen naar de regio te sturen. Het Verdrag van As Sib zorgde voor politieke rust tussen Muscat en Oman, die duurde tot de jaren vijftig, toen de olieexploratie in het binnenland opnieuw tot conflicten leidde. In ruil voor het aanvaarden van een bekorting van zijn gezag, ontving de sultan een lening van de regering van Brits-Indië met een afschrijvingstermijn van tien jaar, voldoende om de schulden af te betalen.

## Abdicatie
In 1932 trad Taimur bin Feisal af ten gunste van zijn oudste zoon Said bin Taimur. Daarna woonde bin Feisal in het buitenland, voornamelijk in Brits-Indië. In 1965 stierf hij in Bombay, India. 

## Ibadisme
Het tijdperk van Taimur was de periode waarin het ibadisme (een islamitische stroming), een belangrijke rol speelde in het land. Zo had de regering in Muscat nauwe contacten  met de machthebbers in het binnenland, die behoorden bij het Ibadi-imamaat.

## Kinderen
Taimur Bin Feisal had zes kinderen. De huidige sultan van Oman, Haitham bin Tariq Al Said, is de kleinzoon van Taimur bin Faisal bin Turki. Deze kinderen waren Sultan Said bin Taimur Al-Said, Sayyid Majid bin Taimur Al-Sa'id, Sayyid Fahr bin Taimur Al-Sa'id, Sayyid Tariq bin Taimur Al-Sa'id, Sayyid Shabib bin Taimur Al-Sa'id en Sayyida Bouthaina bint Taimur Al-Sa'id.